# بخش کارلسهامن
بخش کارلسهامن (به سوئدی: Karlshamns kommun) یک ناحیه شهری در سوئد است که در شهرستان بلکینگه واقع شده‌است.

## خواهرخوانده
شهر اشتدته خواهرخواندهٔ بخش کارلسهامن هست.